# Savezna agencija za političko obrazovanje
Savezna agencija za političko obrazovanje (njemački Bundeszentrale für politische Bildung) njemačka je institucija koju je savezno ministarstvo unutarnjih poslova osnovalo 25. studenog 1952.

## Svrha i zadatak
"Savezna agencija ima zadatak kroz djelovanje političkog obrazovanja promicati građansko obrazovanje i razumijevanje o političkim pitanjima, jačati demokratsku svijest i jačanje spremnosti građana za sudjelovanje u politici.
To čini izdavanjem publikacija, predavanjima i raznim programima u medijima. 

## Vanjske povznice
- Bundeszentrale für politische Bildung (stranica ustanove)
- Portal za političko obrazovanje
- Stranica za djecu
- Eurotopics